# ATI Outdoors
A ATI Outdoors é uma empresa com sede em Wisconsin - Estados Unidos que produz e comercializa uma ampla gama de acessórios para armas de fogo. Seus principais produtos são empunhaduras e coronhas de alta tecnologia.